# カール・ハーディング
カール・ルートヴィヒ・ハーディング（Karl Ludwig Harding、1765年9月29日 - 1834年8月31日）は、ドイツの天文学者。小惑星帯の小惑星 (3) ジュノーを発見したことで知られる。
彼は、1796年ヨハン・ヒエロニムス・シュレーターの息子の家庭教師として雇われる。ジュノーはこのシュレーターの観測所で発見された。その後、彼はゲッティンゲンに赴き、カール・フリードリヒ・ガウスの助手に採用された。
1805年からゲッティンゲン大学の天文学の教授となる。彗星の観測などの指導を行い、三つの新しい彗星を発見。また120,000の星を網羅したAtlas novus coelestisも刊行している。
月のハーディング・クレーター、小惑星 (2003) ハーディングは彼の名前にちなんで名づけられたものである。